# Autobekleder
Een autobekleder werkt in een autobeklederij.

## Het werk
De diensten van een autobekleder zijn uiteenlopend en hebben betrekking op zowel het interieur als het exterieur van de automobiel. Een veel voorkomende bezigheid van de autobekleder is het repareren of vervangen van de stoffen delen uit het interieur. Een voorbeeld is het vervangen van het leer op een autostoel of deurpaneel.
Het repareren of vervangen van een cabrioletkap is ook een veel voorkomende bezigheid van de autobekleder.

## Opleiding
In Nederland bestaan geen opleidingen die zich specialiseren in het autobekleedvak. Om toch in het vak te worden opgeleid bestaat er de mogelijkheid een algemene meubelmakersopleiding te volgen en vervolgens stage te lopen bij een autobeklederij.